# Стальное (Бахчисарайский район)
Стально́е (укр. Стальне, крымскотат. Stalnoye, Стальное) — посёлок в Бахчисарайском районе Крыма, в составе Почтовского сельского поселения (Почтовского поссовета).

## Население
| 2001 | 2014 |
| ---- | ---- |
| 81   | ↘56  |

Всеукраинская перепись 2001 года показала следующее распределение по носителям языка:
| Язык             | Число жит. | Процент |
| ---------------- | ---------- | ------- |
| русский          | 68         | 83,95   |
| украинский       | 7          | 8,64    |
| крымскотатарский | 5          | 6,17    |

### Динамика численности
- 1989 год — 244 чел.[9]
- 2001 год — 81 чел.
- 2009 год — 47 чел.[10]
- 2014 год — 56 чел.[11]

## Современное состояние
В Стальном 1 улица — Вишнёвая, площадь, занимаемая селением, 2,7 гектара, на которой в 22 дворах, по данным сельсовета на 2009 год, числилось 47 жителей, ранее было одним из отделений совхоза им. Чкалова.

## География
Расположена в северной части района, на правом склоне долины реки Альмы, вдоль шоссе С-0-10202 Новопавловка — Песчаное, высота центра над уровнем моря — 177 м. Расстояние до райцентра и Симферополя одинаковое — примерно 27 километров и 23 километра до курортного села Песчаное на берегу Каркинитского залива. Ближайшая железнодорожная станция Почтовая — примерно в 11 км.

## История
Впервые в доступных источниках Стальное встречается в «Справочнике административно-территориального деления Крымской области на 15 июня 1960 года», согласно которому посёлок входил в состав Плодовского сельсовета. Время переподчинения Почтовскому пока не установлено: на 1 января 1968 года Стальное уже в его составе. По данным переписи 1989 года в селе проживало 244 человека. С 12 февраля 1991 года село в восстановленной Крымской АССР, 26 февраля 1992 года переименованной в Автономную Республику Крым. С 21 марта 2014 года в составе Крыма аннексировано Россией.